# 孙卫东
孙卫东（1966年9月—），江苏徐州人，中华人民共和国外交官，中华人民共和国外交部副部长。曾任中华人民共和国驻巴基斯坦伊斯兰共和国特命全权大使、中华人民共和国外交部政策规划司司长和中华人民共和国驻印度共和国特命全权大使。

## 生平
1989年，在外交学院任教师。1996年，任外交部亚洲司二秘。
1997年，任驻马来西亚大使馆二秘，后升任一秘。
2000年，任外交部亚洲司一秘，后升任副处长、处长。
2005年，任驻印度大使馆参赞。
2008年，任外交部政策研究司参赞。同年，升任外交部亚洲司副司长。
2013年6月，出任中华人民共和国驻巴基斯坦大使。
2017年，任外交部政策规划司司长。
2019年7月，出任中华人民共和国驻印度大使。2022年10月，自驻印度大使离任。

### 外交部副部长
2022年8月30日，被任命为外交部副部长。

## 家庭
孙卫东的妻子包吉氢是清华大学国际关系研究院南亚研究中心特聘研究员，1991年在华东师范大学外语系英国语言与文学专业获文学学士学位，自1991年至2001年间任外交学院英语系助教、讲师，1997年至2000年间在中华人民共和国驻马来西亚大使馆任外交官。包吉氢2019年在外交学院国际政治语言学专业获法学博士学位，导师为孙吉胜，学位论文题目为《角色冲突与国际规范演化》。她曾随孙卫东出使巴基斯坦和印度。两人育有一女。